# NGC 1192
NGC 1192 je galaksija u zviježđu Eridan.

## Vanjske poveznice
- SEDS: NGC 1192